# 구마사와 가즈키
구마사와 가즈키(일본어: 熊澤 和希, 2001년 1월 13일~)는 일본의 축구 선수이다.

## 구단 경력
그는 2023년 J1리그의 가시와 레이솔에 입단했다. 2023년 천황배 우승을 차지했다.